# Liste der Kellergassen in Drasenhofen
Die Liste der Kellergassen in Drasenhofen führt die Kellergassen in der niederösterreichischen Gemeinde Drasenhofen an.
| Foto |                 | Kellergasse                     | Standort                       | Beschreibung |
| ---- | --------------- | ------------------------------- | ------------------------------ | --- |
| ja   | Datei hochladen | Kreuzlüssen                     | KG: Drasenhofen Standort       | Die Kellergasse ist eine beidseitige Einzelkellergasse in Graben- und Hanglage. Sie besteht aus 54 Gebäuden und hat eine Länge von 250 Metern.                                                       |
| BW   | Datei hochladen | Winkel                          | KG: Drasenhofen Standort       | Die Kellergasse ist eine beidseitige Einzelkellergasse in Grabenlage. Sie besteht aus 31 Gebäuden und hat eine Länge von 150 Metern.                                                                 |
| BW   | Datei hochladen | „2. Hintaus“                    | KG: Kleinschweinbarth Standort | Die Kellergasse ist eine einseitige Einzelkellergasse in Hanglage. Sie besteht aus 16 Gebäuden und hat eine Länge von 250 Metern.                                                                    |
| BW   | Datei hochladen | Kreuzberg                       | KG: Kleinschweinbarth Standort | Die Kellergasse ist eine beidseitige Einzelkellergasse in Grabenlage. Sie besteht aus 28 Gebäuden und hat eine Länge von 150 Metern.                                                                 |
| BW   | Datei hochladen | Ottenthaler Kellergasse/Hintaus | KG: Kleinschweinbarth Standort | Die Kellergasse ist eine einseitige Einzelkellergasse in Hanglage. Sie besteht aus 37 Gebäuden und hat eine Länge von 400 Metern.                                                                    |
| ja   | Datei hochladen | „Hinter der Firma Fuhrmann“     | KG: Steinebrunn Standort       | Die Kellergasse ist eine beidseitige Einzelkellergasse in Grabenlage. Sie besteht aus 21 Gebäuden und hat eine Länge von 150 Metern.                                                                 |
| ja   | Datei hochladen | „Voitelsbrunner Straße“         | KG: Steinebrunn Standort       | Die Kellergasse ist ein beidseitiges Kellergassensystem in Hang- und Grabenlage. Sie besteht aus 30 Gebäuden und hat eine Länge von 300 Metern. Die älteste Datierung geht auf das Jahr 1859 zurück. |
| BW   | Datei hochladen | Liss                            | KG: Steinebrunn Standort       | Die Kellergasse ist ein beidseitiges Kellergassensystem in Grabenlage. Sie besteht aus 29 Gebäuden und hat eine Länge von 250 Metern.                                                                |
| BW   | Datei hochladen | „Hauptstraße“                   | KG: Stützenhofen Standort      | Die Kellergasse ist eine beidseitige Einzelkellergasse an einer Geländekante. Sie besteht aus 37 Gebäuden und hat eine Länge von 300 Metern.                                                         |
| BW   | Datei hochladen | „Hintaus“                       | KG: Stützenhofen Standort      | Die Kellergasse ist eine einseitige Einzelkellergasse in Hanglage. Sie besteht aus 13 Gebäuden und hat eine Länge von 250 Metern.                                                                    |

| Foto:                    | Fotografie der Kellergasse (Gesamtheit). Klicken des Fotos erzeugt eine vergrößerte Ansicht. Daneben finden sich zwei Symbole: \| Weitere Bilder vorhanden \| Das Symbol bedeutet, dass weitere Fotos des Objekts verfügbar sind. Durch Klicken des Symbols werden sie angezeigt. \| \| Eigenes Foto hochladen \| Durch Klicken des Symbols können weitere Fotos des Objekts in das Medienarchiv Wikimedia Commons hochgeladen werden. \| |
| Name:                    | Bezeichnung der Kellergasse |
| Standort:                | Es ist die Katastralgemeinde (KG) angegeben. Durch Aufruf des Links Standort wird die Lage der Kellergasse in verschiedenen Kartenprojekten angezeigt. |
| Beschreibung             | Kurze Beschreibung der Kellergasse |
| Weitere Bilder vorhanden | Das Symbol bedeutet, dass weitere Fotos des Objekts verfügbar sind. Durch Klicken des Symbols werden sie angezeigt. |
| Eigenes Foto hochladen   | Durch Klicken des Symbols können weitere Fotos des Objekts in das Medienarchiv Wikimedia Commons hochgeladen werden. |